# Karin Johne
Karin Johne (geboren am 25. September 1928 als Karin Mogk; gestorben am 30. März 2018) war eine evangelische Theologin und Autorin von zahlreichen Büchern, Aufsätzen und Meditations- und Predigtanregungen.

## Werke
- Ökumenische Meditationsbriefe für Kranke und Körperbehinderte und für Gesunde, EVA Berlin 1977, 2. Auflage 1982
- Meditation für Kranke. Eine Anleitung, Zürich/Einsiedeln/Köln Benziger Verlag 1979 (Lizenzausgabe von: Ökumenische Meditationsbriefe Berlin 1978)
- Meditieren mit dem Matthäusevangelium. Benziger Verlag Zürich/Einsiedeln/Köln und Calwer Verlag Stuttgart 1981
- Meister Eckhart. Ewigkeit inmitten dieser Zeit. Ausgewählt, eingeleitet und kommentiert von Karin Johne, Benziger Verlag Zürich/Einsiedeln/Köln 1983 (Reihe Klassiker der Meditation)
- Geistlicher Übungsweg für den Alltag. Evangelische Verlagsanstalt Berlin 1986+89, Verlag Styria Graz/Wien/Köln 1987–2003
- Dein Wort wird mich verwandeln. Das Matthäusevangelium meditieren, Verlag Herder Freiburg/Basel/Wien 1991
- Die Kraft des Glaubens. Meditationen zum Lukasevangelium, Verlag Styria Graz/Wien/Köln 1991
- Einübung in christliche Mystik. Ein Kursus mit Meister Eckhart, Verlag Styria Graz/Wien/Köln 1991
- Wege zum Wesentlichen. Grundkurs Meditation, Verlag Herder Freiburg i.Br/Basel/Wien. 1992
- Wortgebet und Schweigegebet. Einige persönliche Gedanken und Erfahrungen, Vier-Türme-Verlag Münsterschwarzach 1996.
- Kreuz als Erlösung. Ein Briefkurs des Glaubens, Verlag Styria Graz/Wien/Köln 1993 – Das Kreuz als Erlösung. Ein Meditationsweg zum Ostergeheimnis, EVA Leipzig 2000
- Auf dem Weg zum Licht. Exerzitien im Advent, St. Benno Verlag Leipzig 2002